# محمية الصفية
محمية الصفية هي محمية طبيعية تقع قرب بئر كندوز بإقليم أوسرد، وتشرف على إدارتها وزارة الفلاحة والصيد البحري والتنمية القروية والمياه والغابات.

## الحيوانات
تعد محمية الصفية موطناً للعديد من الحيوانات المهددة بالانقراض كغزال المهر، ومها أبوعدس، والنعام أحمر الرقبة.